# Erigeron bonariensis
 Erigeron bonariensis  L., 1753  è una specie di pianta angiosperma dicotiledone, a piccoli fiori, della famiglia delle Asteraceae (sottofamiglia Asteroideae, tribù Astereae (North American lineage) e sottotribù Conyzinae).

## Etimologia
Il nome generico (Erigeron) deriva da due parole greche: "eri" (= precoce, sollecito, presto) e "geron" (= vecchio), richiamandosi forse al pappo di alcune specie che invecchiando diventa grigio oppure al breve periodo della sua fioritura. L'epiteto specifico (bonariensis) indica (più o meno) l'arale di origine della specie (Buenos Aires).
Il nome scientifico della specie è stato definito dal botanico Carl Linnaeus (1707-1778) nella pubblicazione " Species Plantarum" ( Sp. Pl. [Linnaeus] 2: 863) del 1753.

## Descrizione

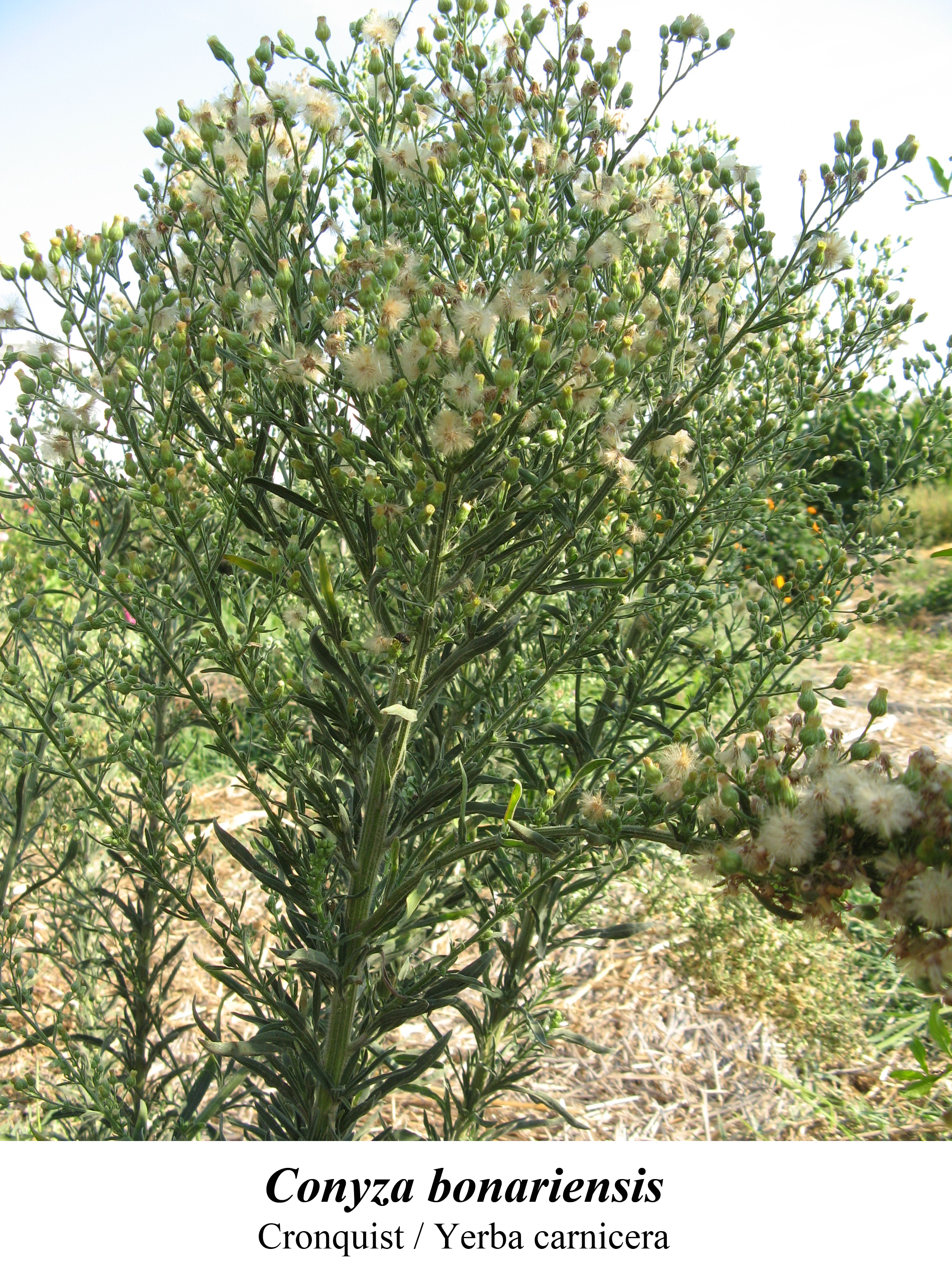
Il portamento

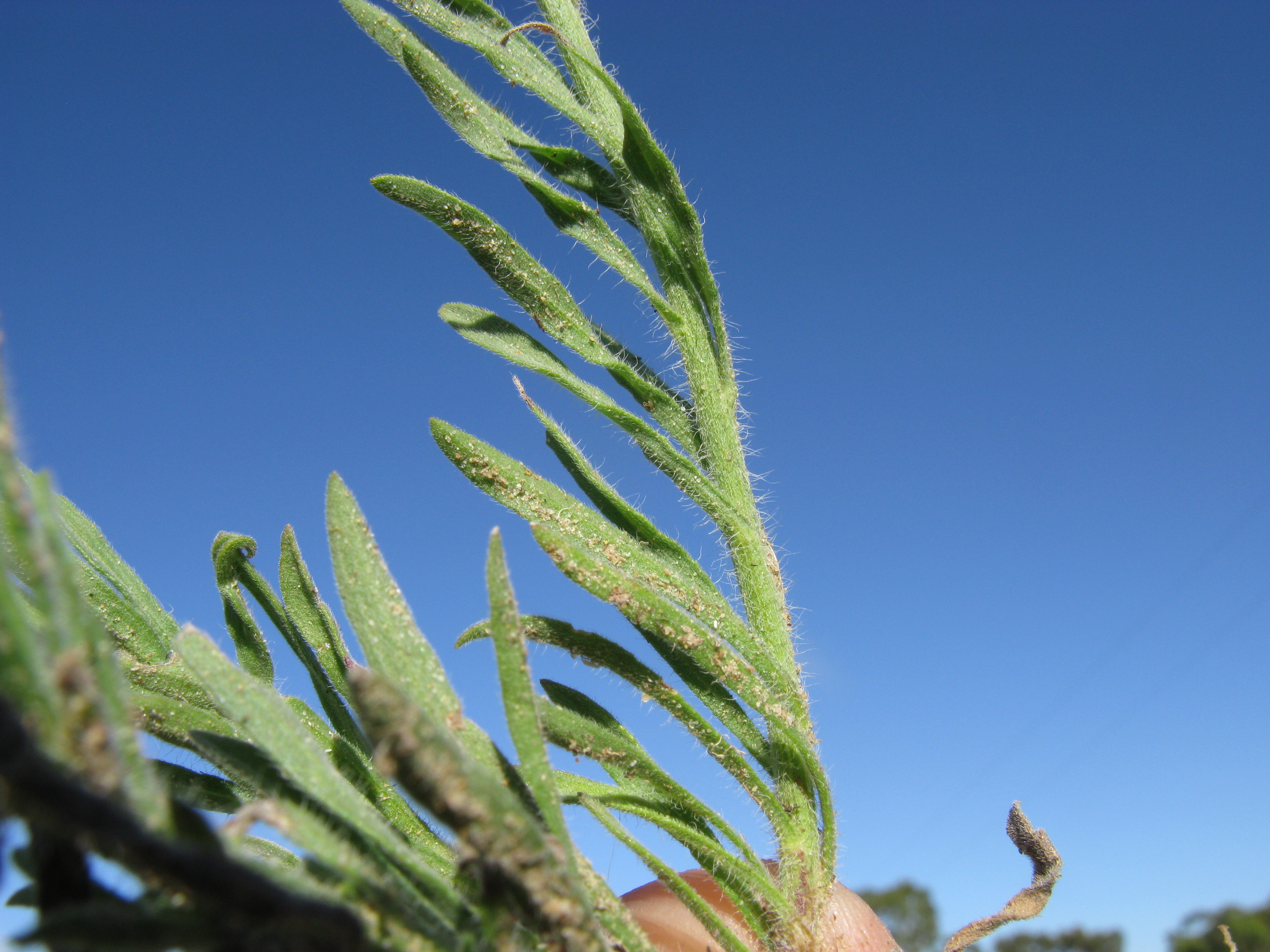
Le foglie

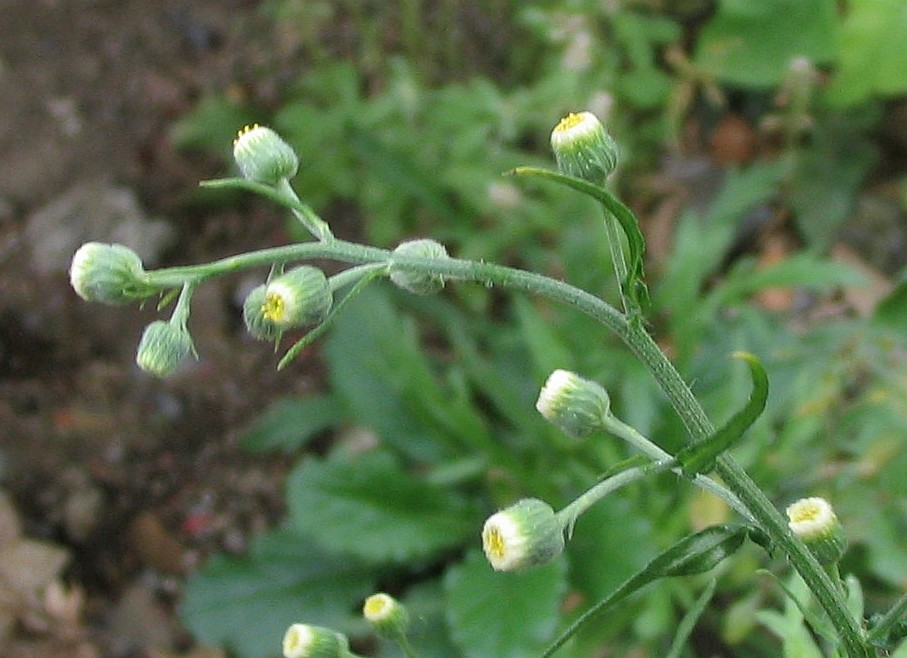
Infiorescenza

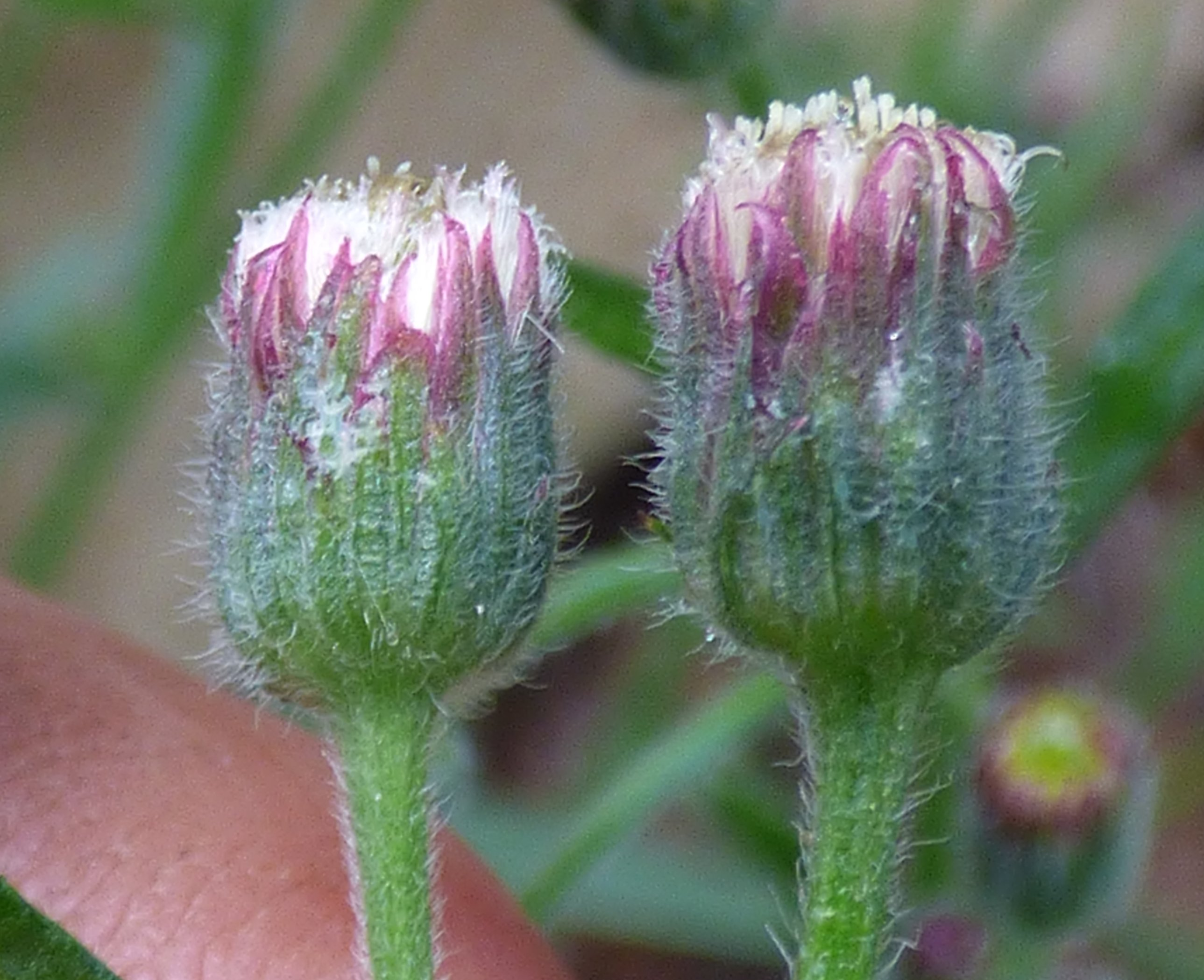
I fiori

Portamento. Sono piante erbacee aromatiche non molto alte con ciclo biologico annuale (o biennale). La forma biologica prevalente è definita come terofita scaposa (T scap): ossia è una pianta annuale con fusto allungato e poco foglioso. Il colore generale delle pianate è verde grigiastro.
Radici. Le radici sono fusiformi secondarie da rizoma.
Fusto. Il fusto è eretto o ascendente, striato e ramificato in altro; la superficie si presenta con peli appressati misti a qualche pelo patente. Gli individui di questa specie normalmente sono alti da 10 a 60 cm, ma in America (luogo di origine) possono arrivare fino a 100 – 150 cm.
Foglie. Le foglie si dividono in basali e caulinari in disposizione alterna; le facce delle foglie sono pubescenti con peli ispidi; il margine è grossolanamente dentato (ma a volte si presenta anche intero); sono uninervie e hanno un apice acuminato; il colore del fogliame in certi individui può essere verde con riflessi bluastri; le foglie basali sono appassite all'antesi;
- foglie basali: le foglie basali hanno un lungo picciolo e sono a forma oblanceolata o lineare – lanceolata; dimensioni delle foglie basali maggiori: larghezza 10 mm, lunghezza 30 – 80 mm;
- foglie cauline: le foglie cauline lungo il fusto sono disposte in modo alterno, sono amplessicauli e progressivamente più brevi e strettamente lineari; dimensione medie delle foglie cauline: larghezza 2 – 10 mm, lunghezza 10 – 50 mm.

Infiorescenza. Le sinflorescenze sono composte da alcuni (massimo 30) capolini terminali disposti a pannocchia o a racemo (raramente a corimbo). Le infiorescenze vere e proprie sono composte da un capolino terminale peduncolato di tipo disciforme. I capolini sono formati da un involucro, con forme cilindriche o piriformi o urceolate, lievemente tozzo, composto da diverse brattee, al cui interno un ricettacolo fa da base ai fiori di due tipi: fiori del raggio (in questo caso atrofizzati) e fiori del disco. Le brattee, ispide, con margini scariosi, con superficie pelosa o ghiandolosa, sono disposte in modo più o meno embricato e scalato su 2 - 3 serie. Le brattee esterne (quindi le inferiori) sono di colore verdolino – violaceo e a forma lanceolata; quelle interne (quindi le superiori) sono più brevi e lineari ed hanno un colore più violaceo. Il ricettacolo è nudo ossia senza pagliette a protezione della base dei fiori; la forma è piana. Dimensioni dell'involucro: lunghezza 3,5 – 5 mm, diametro 5 mm; diametro del ricettacolo: 3,5 mm.
Fiori. I fiori sono tetra-ciclici (formati cioè da 4 verticilli: calice – corolla – androceo – gineceo) e pentameri (calice e corolla formati da 5 elementi). Si distinguono in:
- fiori del raggio (esterni): non sono presenti.
- fiori del disco (centrali): sono numerosi (da 50 a 120) con forme brevemente tubulose (attinomorfe); sono ermafroditi.

- Formula fiorale:

*/x K {\displaystyle \infty }, [C (5), A (5)], G 2 (infero), achenio
- Calice: i sepali del calice sono ridotti ad una coroncina di squame.

- Corolla: (solamente i fiori del disco) la forma è tubulare bruscamente divaricata in 3 - 4 denti patenti; il colore è bianco – giallastro.

- Androceo: l'androceo è formato da 5 stami sorretti da filamenti generalmente liberi; gli stami sono connati e formano un manicotto circondante lo stilo; le teche (produttrici del polline) alla base sono troncate e sono lievemente auricolate (molto raramente sono speronate o hanno una coda); le appendici apicali delle antere hanno delle forme piatte e lanceolate; il tessuto endoteciale (rivestimento interno dell'antera) è quasi sempre polarizzato (con due superfici distinte: una verso l'esterno e una verso l'interno). Il polline è sferico con un diametro medio di circa 25 micron; è tricolporato (con tre aperture sia di tipo a fessura che tipo isodiametrica o poro) ed è echinato (con punte sporgenti).[10][14]

- Gineceo: l'ovario è infero uniloculare formato da 2 carpelli.[6] Lo stilo (il recettore del polline) è profondamente bifido (con due stigmi divergenti) e con le linee stigmatiche marginali separate.[15] I due bracci dello stilo hanno una forma più o meno lanceolata, acuta o ottusa e possono essere papillosi o ricoperti da ciuffi di peli.

- Antesi: in Italia le piante di questa specie fioriscono da giugno a settembre (ottobre); la sporulazione è attiva tra settembre e novembre.

Frutti. Il frutto è un achenio secco e deiscente leggermente compresso, scarsamente strigoso o glabro, di colore marrone pallido con un pappo formato da 15 – 25 setole bianco – rossastre (inizialmente sono bianche). Dimensione del frutto: 1 – 1,5 mm; dimensioni delle setole: 3,4 mm.

## Biologia
Impollinazione: tramite insetti (impollinazione entomogama tramite farfalle diurne e notturne) oppure tramite api e mosche.

Riproduzione: la fecondazione avviene fondamentalmente tramite l'impollinazione dei fiori.

Dispersione: i semi cadono a terra e vengono dispersi soprattutto da insetti come formiche (disseminazione mirmecoria). Un altro tipo di dispersione è zoocoria: gli uncini delle brattee dell'involucro (se presenti) si agganciano ai peli degli animali di passaggio che portano così i semi anche su lunghe distanze. Inoltre il pappo ha la funzione di disperdere col vento i semi della pianta (disseminazione anemocora). La diffusione di questa pianta è facilitata anche dall'enorme numero di semi prodotti da ogni individuo (forse 200.000 e più) e dalla loro leggerezza.

## Distribuzione e habitat

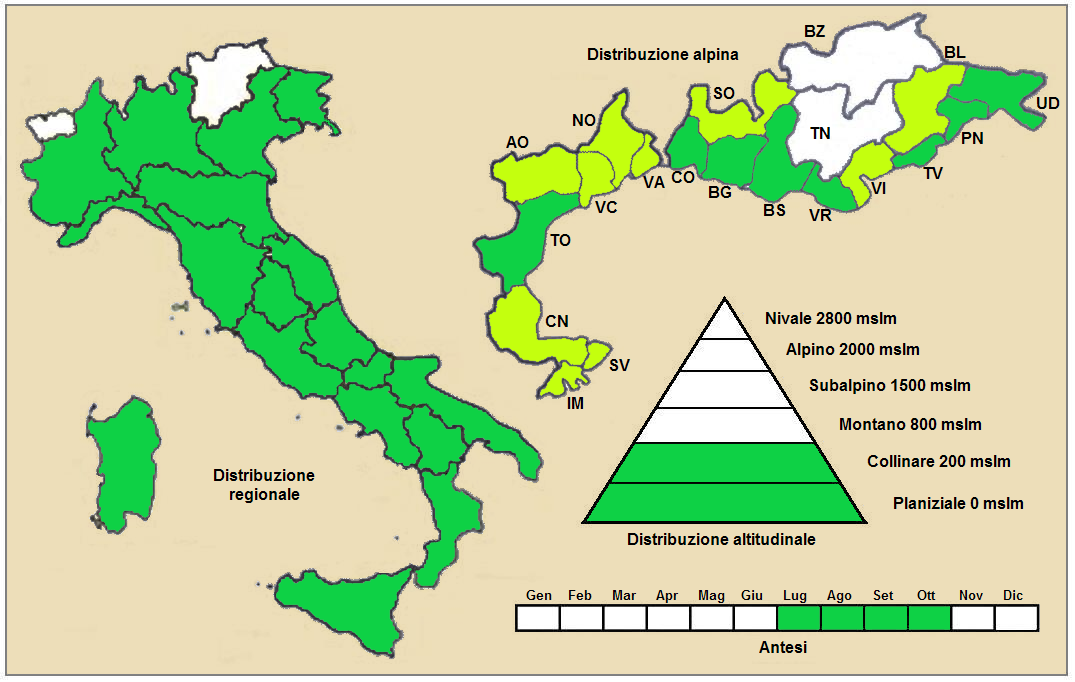
Distribuzione della pianta (Distribuzione regionale – Distribuzione alpina)

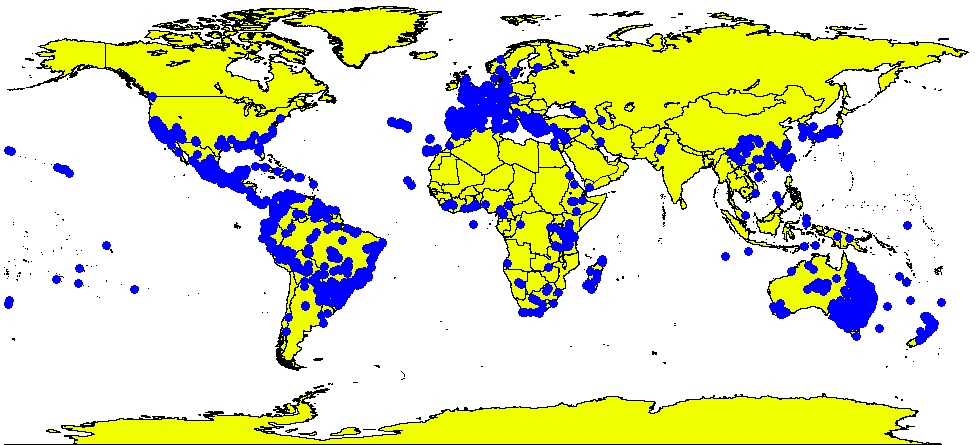
Distribuzione mondiale

Geoelemento: il tipo corologico (area di origine) è America tropicale (divenuto poi “Cosmopolita”). In Italia è considerato Avventizio, infatti si tratta di una specie importata dall'estero e poi naturalizzatasi in Italia. Il tipo corologico di questa pianta in altri testi viene definito anche Neotropicale. L'esatta origine di questa pianta è comunque sconosciuta, ma molto probabilmente si tratta dell'America centrale (Messico) o America del Sud.
Distribuzione: in Italia è considerata una specie comune in via di espansione su tutto il territorio nazionale. Fuori dall'Italia, sempre nelle Alpi, questa specie si trova in Francia. Sugli altri rilievi collegati alle Alpi è presente nel Massiccio Centrale, Pirenei e Monti Balcani. Altrove si trova in tutte le regioni tropicali e temperato – calde del globo.
Habitat: l'habitat preferito per queste piante sono le aree lungo le strade, negli incolti aridi, gli ambienti ruderali, le scarpate ma anche nei campi, colture e vigneti. Il substrato preferito dalla pianta è calcareo o calcareo-siliceo, con pH del suolo basico, in un terreno molto secco (quasi arido) ma con un buon livello trofico (di tipo eutrofico, con buon tenore di sostanze nutrienti tra cui azoto e altre).
Distribuzione altitudinale: sul territorio italiano la Saeppola di Buenos Aires cresce dal piano fino a circa 600 m s.l.m.. Sulle Alpi si può trovare su tutto il territorio collinare ma in modo discontinuo (in alcune zone la sua presenza è dubbia – non ben documentata).

## Fitosociologia

### Areale alpino
Dal punto di vista fitosociologico alpino la specie di questa scheda appartiene alla seguente comunità vegetale:
Formazione: Comunità terofitiche pioniere nitrofile;
Classe: Stellarietea mediae;
Ordine: Sisymbrietalia
Alleanza: Chenopodion muralis.

### Areale italiano
Per l'areale italiano  Erigeron bonariensis appartiene alla seguente comunità vegetale:
Macrotipologia: vegetazione erbacea sinantropica, ruderale e megaforbieti.
Subclasse: Chenopodio-stellarienea Rivas Goday, 1956
Ordine: Chenopodietalia-muralis Br.-Bl. in Br.-Bl., Gajewski, Wraber & Walas, 1936
Alleanza: Chenopodion muralis Br.-Bl., Gajewski, Wraber & Walas, 1936
Descrizione. L'alleanza Chenopodion muralis è relativa alle comunità nitrofile in ambienti urbani e rurali a ciclo estivo-autunnale. Lo sviluppo di questa cenosi avviene ai bordi delle strade, alla base dei muri e sui depositi di macerie, nei territori a bioclima mediterraneo. Distribuzione: questa alleanza, data la facile dispersione e germinazione delle sue specie, è presente in molte aree, anche lontane dalla regione mediterranea. Quindi si è diffusa in tutti i paesi del Mediterraneo, della Gran Bretagna, Paesi Bassi e Germania settentrionale.
Specie presenti nell'associazione: Xanthium spinosum, Atriplex tatarica, Atriplex prostrata, Ecballium elaterium, Urtica urens, Erigeron bonariensis, Bromus sterilis, Urtica pilulifera, Urtica urens, Ballota nigra, Hyoscyamus niger, Solanum lycopersicum, Solanum nigrum, Galium aparine, Arctium minus, Silybum marianum, Sisymbrium irio, Erodium chium, Hyoscyamus albus, Chenopodium multifidum, Chenopodium ambrosioides, Amaranthus deflexus, Onopordum tauricum, Onopordum acanthium, Datura stramonium, Carduus tenuiflorus e Scolymus hispanicus.

## Sistematica
La famiglia di appartenenza di questa voce (Asteraceae o Compositae, nomen conservandum) probabilmente originaria del Sud America, è la più numerosa del mondo vegetale, comprende oltre 23.000 specie distribuite su 1.535 generi, oppure 22.750 specie e 1.530 generi secondo altre fonti (una delle checklist più aggiornata elenca fino a 1.679 generi). La famiglia attualmente (2021) è divisa in 16 sottofamiglie; la sottofamiglia Asteroideae è una di queste e rappresenta l'evoluzione più recente di tutta la famiglia.
Il genere Erigeron comprendente diverse centinaia di specie una buona parte di origine americana, mentre le altre sono di origine europea (e asiatica) di cui una decina sono proprie della flora italiana.
Attualmente le specie italiane di Erigeron sono divise in tre gruppi:
- (1) Piante annue.
- (2) Piante perenni con fiori dimorfi (esterni raggianti femminili ligulati; interni tubulosi ermafroditi).
- (3) Piante perenni con fiori trimorfi (esterni raggianti femminili ligulati; interni periferici femminili filiformi; interni centrali ermafroditi tubulosi).

 Erigeron bonariensis appartiene al primo gruppo. Inoltre nella flora italiana  Erigeron bonariensis fa parte del Complesso di Erigeron canadensis" caratterizzato da specie annue con fuso eretto e ampiamente ramificato; le sinflorescenze si compongono di moltissimi capolini di piccole dimensioni di tipo disciforme. il complesso comprende le specie Erigeron bonariensis, Erigeron canadensis e Erigeron sumatrensis.

### Filogenesi
Il genere Erigeron è descritto nella sottotribù Conyzinae, una delle quasi 40 sottotribù della tribù Astereae. In base alle ultime ricerche nella tribù sono stati individuati (provvisoriamente) 5 principali lignaggi. Il genere  Erigeron (insieme alla sottotribù Conyzinae) è incluso nel North American lineage.
Alcune analisi di tipo filogenetico hanno diviso la sottotribù Conyzinae in 6 cladi;  Erigeron attualmente è incluso in tutti i cladi (non risulta quindi monofiletico). Erigeron è suddiviso in una quarantina di sezioni;  Erigeron bonariensis è inclusa nella sezione "Conyza - Gruppo A": con specie a cicli biologici annuali o perenni; i fusti sono semplici o ramificati; le foglie variano da lanceolate a oblanceolate o spatolate, con bordi da interi a dentati o lobati; i fiori del raggio sono bianchi con lamine leggermente assenti; gli acheni hanno 2 nervi; il pappo ha 10 - 25 setole. A questo gruppo appartengono circa 19 specie tra cui E. bonariensis e E. sumatrensis.
I caratteri distintivi della specie  Erigeron bonariensis sono:
- il ciclo biologico è annuale con altezze variabili da 1 a 6 dm;
- le foglie, uninervie, sono ricoperte da setole patenti (più lunghe alla base delle foglie);
- le sinflorescenze sono composte da pannocchie corimbose;
- il diametro dei capolini è di 5 - 10 mm;
- i fiori ligulati sono assenti, quelli tubulosi hanno 3 - 4 denti.

Il numero cromosomico delle specie di questa voce è: 2n = 54.

### Sinonimi
Sono elencati alcuni sinonimi per questa entità:
- Conyza bonariensis (L.) Cronquist
- Erigeron undulatus  Moench
- Leptilon bonariense  (L.) Small
- Marsea bonariensis  (L.) V.M.Badillo

### Specie simili
Le tre specie, del Complesso di Erigeron canadensis", presenti in Italia sono abbastanza simili tra di loro e differiscono per particolari non molto evidenti.
- Erigeron sumatrensis Retz. - Saeppola di Naudin: si differenzia per un colore più verde – grigiastro; le foglie mediamente sono grandi il doppio e maggiormente dentellate; inoltre i capolini sono più grandi. Può arrivare ad una altezza di 2 metri.
- Erigeron canadensis L. – Saeppola canadese: è la più comune delle tre specie italiane; i fiori periferici sono provvisti di ligula biancastra e l'involucro dei capolini ha le brattee disposte in tre serie ed ha una forma lievemente più snella.
- Erigeron bonariensis  L. - Saeppola di Buenos Aires: i fiori periferici del capolino sono tutti femminili e di tipo tubuloso, attinomorfe con 3 - 4 denti terminali; il fusto non è molto alto (da 20 a 60 cm); l'infiorescenza è a pannocchia un po' corimbosa; la pagina fogliare è uninervia; le brattee dell'involucro sono disposte su 2 serie.

## Usi
Per l'agricoltura e per il pascolo questa pianta è considerata invasiva in quanto si propaga facilmente togliendo terreno ad altre piante più nutritive ed utili.

### Farmacia
Nelle zone di origine (Sudamerica), questa pianta è conosciuta per le sue proprietà decongestionanti (diminuisce l'apporto sanguigno in una data parte del corpo), cicatrizzanti (accelera la guarigione di ferite) e diuretiche (facilita il rilascio dell'urina).